# Lista parcurilor din Timișoara
Aceasta este o listă a parcurilor din Timișoara. 

## Lista parcurilor
- Parcul Andrei Mocioni
- Parcul Regina Maria (fost Parcul Poporului)

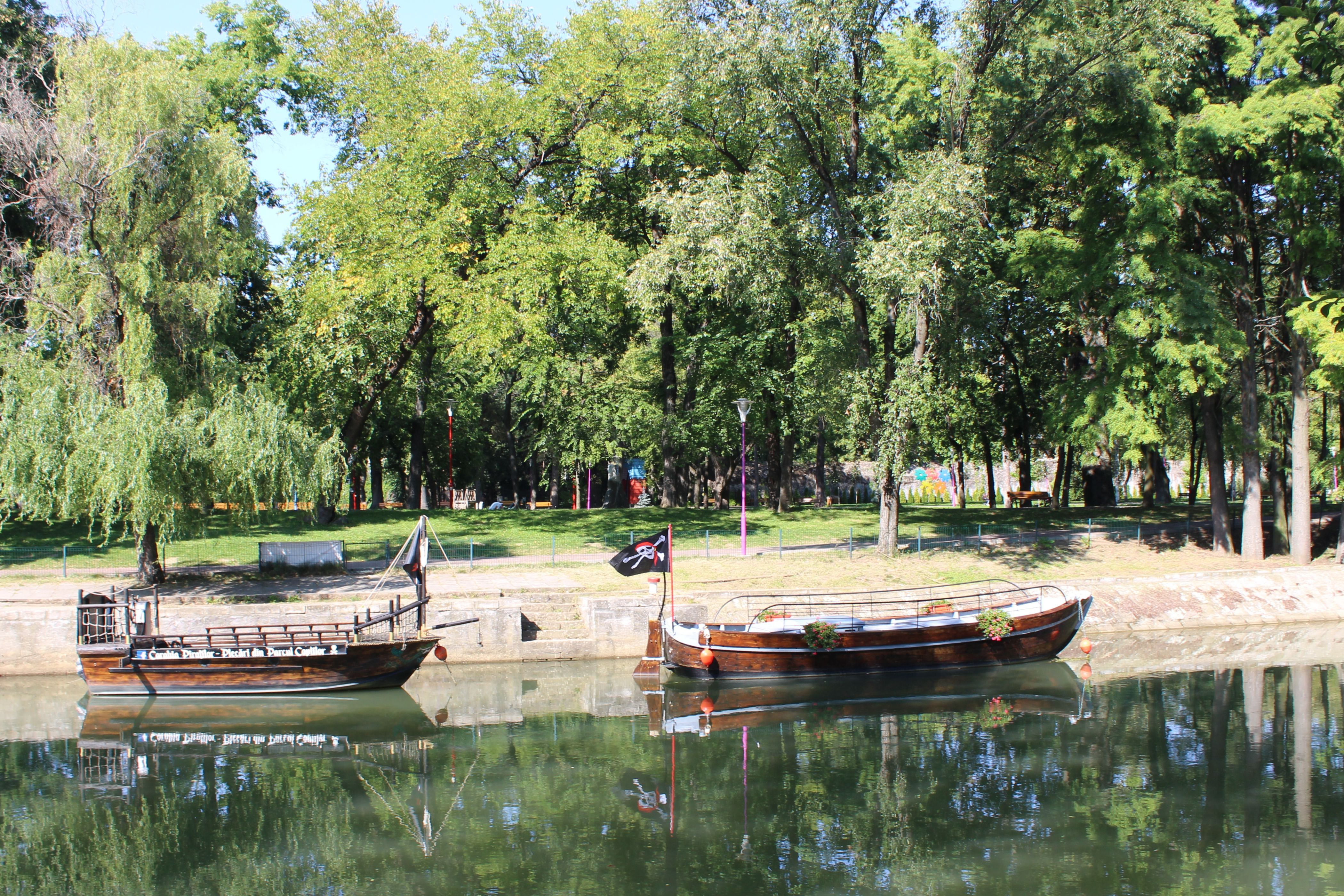
Bărci de agrement pe Bega, arborând steagul piraților cu hârca cu bandană, lângă Parcul Copiilor

- Parcul Copiilor Ion Creangă
- Parcul Rozelor
- Parcul Justiției
- Parcul Catedralei
- Parcul Central „Anton Scudier”
- Parcul Petőfi Sándor
- Parcul Botanic
- Parcul Civic
- Parcul I.C. Brătianu
- Parcul Carmen Sylva
- Piața Crucii
- Parcul Gheorghe Doja

### Parcul Alpinet
A fost creat în anul 1926 de către Mihai Demetrovici. Forma actuală a parcului datează din anul 1967. În trecut a mai purtat și numele de Arboretum. Numele vine de la faptul că în acest parc se regăsesc o mare varietate de plante alpine si subalpine. Terenlu denivelat, amenajat in terase de diferite frome, îi conferă o valoare peisagistică deosebită. Pînă în anii 30 parcul era traversat de calea ferată care mergea spre Buziaș.
Este mărginit de Canalul Bega și Splaiul Tudor Vladimirescu și podurile Traian și Mitropolit Andrei Șaguna.
În Parcul Alpinet se află Terasa Flora și Jazz Club 33 (sub Podul Traian), iar la debarcaderul de lângă podul Andrei Șaguna se află ancorat Vasul Pelican, care pe timp de vară funcționează ca terasă. În ultimii ani pe faleza Canalului Bega au fost plantate sute de magnolii care în fiecare primavară dau parcului un farmec aparte.